# Szent-Imrei Kálmán
Szentimrei és krasznikvajdai Szent-Imrey Kálmán Ignác Gábor (Kassa, 1830. december 18.– Budapest, 1905. július 16.), 1848 honvéd százados,  törvényszéki bíró, a Szabolcs megyei Honvédegylet tagja, a budapesti honvéd menedékház parancsnoka.

## Életútja
Az ősrégi nemesi református szentimrei és krasznikvajdai Szent-Imrey család sarja. Apja, szentimrei és krasznikvajdai Szentimrey András (1801–1867), jogász, törvényszéki elnök, földbirtokos, anyja, pazonyi Elek Katalin (1809–1888). Apai nagyszülei szentimrei és krasznikvajdai Szentimrey József (1785–1812), földbirtokos, és lánczi Lánczy  Mária (1773–1845) voltak. Anyai nagyszülei pazonyi Elek László (1776–1828), földbirtokos, és ráczfehértói Némethy Katalin (1772–1849) voltak.
Mint jogász 1848-ban közhonvédnek lépett a 9. zászlóaljba; csakhamar hadnagy lett és Klapkának felsőtiszai hadosztályában harcolt a keresztúri, tokaji és még több ütközetben; III. osztályú vitézségi érdemrendet kapott és 1849. júniusban századossá lépett elő. A temesvári csata után Vécsey hadtestében augusztus 21-én tette le a fegyvert. Az oroszok Gyulán adták át az osztrákoknak, akik besorozták mint közlegényt egy galíciai ezredbe; itt szolgált 1850. áprilisig, mikor családja kiváltotta. Az 1850-es években Turán gazdálkodott.Az 1860-as években Abaúj megyénél viselt hivatalt; 1861. és 1867. törvényszéki bíróvá választották. A kiegyezés után a Szabolcs megyei Honvédegylet tagja. 11 évig a képviselőház levéltárnoka lett 1896-ig, amikor a budapesti honvéd menedékház parancsnokává nevezték ki.

## Házassága
Felesége, a római katolikus nemesi származású szadai Zábrátzky Etelka (Taktaszada, Zemplén vármegye, 1832. november 14.–1872), akinek a szülei szadai Zábrátzky József és pazonyi Elek Antónia voltak. Szentimrey Kálmán és Zábrátzky Etelka házassága gyermektelen maradt. 

## Munkája
- Erdélyből Magyarországba származott előbb Zabo-Zakal de Szent Imre, utóbb Szent Imrei de Krasznik-Vajdai Szent Imrey nemzetség leszármazásának névjegyzéke (genealogia) 1888-ig. Budapest, 1889. (kőnyomat). Címerrajzzal és 10 leszármazási táblázattal.

A menház 30 éves fennállása alkalmából Albumot adott ki, amelynek tiszta jövedelmét a bennlakó agghonvédek szegény családjainak juttatja.